# Finančna pismenost
Finančna pismenost je vrsta pismenosti, ki predstavlja sposobnost uspešnega ravnanja z denarjem. To vključuje razumevanje pomena in delovanja denarja, sposobnost izbiranja racionalnih investicij ter iskanja virov prihodka. Nekateri avtorji jo definirajo kot »sposobnost branja, analiziranja, upravljanja in komuniciranja o osebnih finančnih pogojih, kateri vplivajo na materialno blagostanje. Vključuje tudi sposobnost sprejemanja finančnih odločitev, razpravljanja o denarju in finančnih temah brez nelagodja (ali kljub temu), načrtovanja za prihodnost in kompetentnega odzivanja na življenjske dogodke, ki zaznamujejo vsakodnevne finančne odločitve, vključujoč dogodke v gospodarstvu na splošno«.

## Povezani pojmi

### Osebni stečaj
Osebni stečaj je posledica prezadolženosti, katere vzrok je finančna nepismenost. Osebni stečaj omogoča razbremenitev dolžnika, ki ne opravlja nobene pridobitvene dejavnosti. Je prilagojena oblika klasičnega stečajnega postopka, značilnega za podjetja, ki zaidejo v finančne težave.

### Finančno izobraževanje
Finančno izobraževanje je proces kjer uporabnik izboljša svoje znanje  in razumevanje na področju finančnega managementa. Uporabniku pomaga bolje razumeti zahteve, pogoje in nevarnosti trga. Posameznika usposobi za prepoznavanje dobrih in slabih naložb na podlagi podanih informacij, kot tudi za iskanje strokovne pomoči na tem področju.
Finančno izobraževanje se je razvilo na podlagi mnogih raziskav finančne pismenosti po svetu. Te raziskave so pokazale, da ima velika večina oseb težave s splošno finančno pismenostjo.

## Finančna pismenost v Sloveniji in Evropi
V Sloveniji temeljite raziskave o finančni pismenosti poleg PISE še ni bilo. Edina raziskava, ki se je posvetila finančni pismenosti je opravila spletna stran mojepremoženje.com. Na podlagi te raziskave so ugotovili, da sta finančno pismena le 2% anketiranih, 39% anketiranih je delno finančno pismenih, nepismenih pa je skoraj 59% anketiranih. Primerjalna raziskava Evropske komisije je pokazala, da je Slovenija poleg Bolgarije, Latvije in Romunije edina, ki nima programov za finančno opismenjevanje.
V Evropi aktivno sprejemajo načrte za poučevanje finančne pismenosti. V izobraževanje želijo vključiti tudi najmlajše prebivalce. V Sloveniji je raven finančne pismenosti nizka. Ravnanja z denarjem se učenci učijo zgolj pri spoznavanju okolja v retjem razredu in gospodinjstvu v petem razredu. V tretjem razredu se učenci naučijo osnovne vrednosti denarja, v petem razredu pa učenci spoznajo oblike in osnovne funkcije denarja, različne načine plačevanja ter pomen in izdelavo finančnega načrta. Omenjeni cilji so le napotki za poučevanje, katerih pa ne izvajajo povsod. Samo finančno opismenovanje v učnih načrtih ni omenjeno, saj je pojem razmeroma nov 

## Sodobne raziskave
PISA (Programme for International Student Assessment) je program ki poteka pod okriljem Organizacije za gospodarsko sodelovanje in razvoj. PISA zbira kognitivne in druge podatke o 15-letnikih v številnih državah in gospodarstvih. Tako lahko ponudi bogat nabor primerljivih podatkov, ki jih lahko uporabijo oblikovalci politike in druge interesne skupine, da se lahko odločijo na podlagi zanesljivih podatkov. Mednarodno primerljivi podatki o finančni pismenosti lahko odgovorijo na vprašanji, kot sta »Kako so mladostniki pripravljeni na nove finančne sisteme, ki postajajo globalni in vse bolj kompleksni?« in »Iz katere države prihajajo dijaki, ki so najboljši na področju finančne pismenosti?« Leta 2012 so v potek preverjanja dodali tudi finančno pismenost. PISA ne preverja zgolj finančne pismenosti ki se jo učimo v šolah, temveč tudi pripravljenost mladih na življenje zunaj obveznga šolanja, predvsem pa njihovo sposobnost uporabe znanja in veščin na področju financ. Po opredelitvi v raziskavi PISA 2012 je finančna pismenost posameznikovo poznavanje in razumevanje finančnih pojmov in tveganj, vključuje pa tudi veščine, motivacijo in samozavest, da uporabi to poznavanje in razumevanje pri sprejemanju učinkovitih odločitev v različnih finančnih kontekstih, da izboljša finančne stanje posameznikov in družbe in da lahko sodeluje v ekonomskih odločitvah. Vsebinska področja preverjanja so bila denar in transakcije, načrtovanje in upravljanje financ, tveganje in dobiček ter finančni zemljevid. Leta 2012 je v raziskavi sodelovalo 1312 slovenskih 15-letnikov.
Primer naloge na testu finančne pismenosti: Na sliki je pet jabolk, zraven njih pa stoji velik zaboj jabolk. Pod sliko petih jabolk piše: »2,75 zeda za kilogram«, pod sliko zaboja pa piše: »22 zedov za 10-kilogramski zaboj«. Sledi pa trditev: »pri zaboju paradižnikov dobiš več za svoj denar kot pri posameznih paradižnikih«. Učenec mora navesti razlog, ki podpira to trditev. Druge naloge vključujejo področja, kot so zavarovanje motornega kolesa, načrtovanje izdatkov, kraja bančnih podatkov, branje plačilne liste, branje grafov rasti delnic, nakupovanje na tržnici, načrtovanje izdatkov za potovanje, naročanje nove bančne kartice,... 
Slovenski 15-letniki so pri finančni pismenosti dosegli podpovprečne rezultate (485 točk od povprečno 500 točk). Obenem pa je 90 % slovenskih 15-letnikov odgovorilo, da že imajo bančni račun, kar je najvišji odstotek med vsemi 18 vključenimi državami.
Moderne raziskave se usmerjajo predvsem na področje mladih ter na področje odraslih pred upokojitvjo. Raziskujejo razloge za mladostniške nakupovalne vzorce in njihove varčevalne navade. V populaciji odraslih pred upokojitvjo raziskujejo zakaj ima veliko gospodinjstev pred upokojitvjo malo ali nič prihrankov.